# Piaya
Genre
Le genre Piaya comprend, selon les auteurs, 2 à 5 espèces de Piayes, oiseaux de  famille des Cuculidae, vivant dans la zone néotropicale.

## Liste des espèces
D'après la classification de référence (version 2.2, 2009) du Congrès ornithologique international (ordre phylogénique) :
- Piaya cayana – Piaye écureuil
- Piaya melanogaster – Piaye à ventre noir